# Stazione di Nishi-Waseda
La Stazione di Nishi-Waseda (西早稲田駅?, Nishi-Waseda-eki) è una stazione della metropolitana di Tokyo, si trova nel quartiere di Shinjuku. La stazione è servita dalla linea Fukutoshin della Tokyo Metro.

## Stazione Tokyo Metro
La stazione è costituita da una banchina centrale a isola con due binari sotterranei.
| 1 | Linea Fukutoshin | per Shinjuku-sanchōme, Meiji-Jingūmae, Shibuya, Yokohama e Motomachi-Chūkagai |
| 2 | Linea Fukutoshin | per Ikebukuro, Kotake-Mukaihara, Wakōshi, Shinrinkōen e Hannō                 |

## Stazioni adiacenti
| «                | Servizio         | »                |
| Linea Fukutoshin | Linea Fukutoshin | Linea Fukutoshin |
| ---------------- | ---------------- | ---------------- |
| Zōshigaya        | -                | Higashi-Shinjuku |